# Валь, Хауке
Хауке Финн Валь (нем. Hauke Finn Wahl; родился 15 апреля 1994 года, Гамбург, Германия) — немецкий футболист, защитник клуба «Санкт-Паули».

## Клубная карьера
Хауке Валь играл за молодёжные команды «Айнтрахт» (Шверин), «Динамо» (Дрезден) и «Хольштайн». За клуб дебютировал в матче против «Ганзы». Свой первый гол Хауке Валь забил в ворота Энерги. В 2014 году сыграл 1 матч за дубль «Хольштайна» против «Хендштедт-Ульсбурга». Всего в 2013—2015 Хауке Валь за «Хольштайн» сыграл 74 матча, забил 2 мяча и получил 8 жёлтых карточек.
24 августа 2015 году за 500 тысяч евро Хауке Валь перешёл в «Падерборн 07». За клуб дебютировал в матче против «Арминии». Свой первый гол забил в ворота «Карлсруэ». На матч с «Кайзерслаутерном» Хауке Валь вывел свою команду с капитанской повязкой. За «Падерборн 07» сыграл 29 матчей, где забил 2 гола.
1 июля 2016 года на правах свободного агента Хауке Валь перешёл в «Ингольштадт». За клуб дебютировал в Кубке Германии против «Эрцгебирге». Хауке Валь сыграл 1 матч за дубль Ингольштадта в матче против «Унтерхахинга». 1 января перешёл в аренду в «Ханденхайм». За клуб дебютировал в матче против «Эрцгебирге». Всего за «Ханденхайм» Хауке Валь сыграл 14 матчей.
11 июля 2018 года Хауке Валь перешёл в «Хольштайн» за 600 тысяч евро. За клуб во второй раз дебютировал в матче против «Гамбурга». Свой первый гол Хауке Валь забил в ворота «Гройтер Фюрт». На матч с «Эрцгебирге» вывел «Хольштайн» с капитанской повязкой. В сезоне 2019/20 сыграл во всех 36 матчах за Киль. В сезоне 2020/21 в Кубке Германии Хауке Валь забил гол на 90+5 минуте против «Баварии», переведя игру в овертайм, и в послематчевой серии пенальти забил гол. Вместе с командой дошёл до полуфинала Кубка. 20 января 2022 года заболел инфекционным мононуклеозом и выбыл на полгода.